# Catalogo NGC completo - 3000-3999
Tabelle per gli oggetti del Catalogo NGC
Le tabelle sono divise in più sezioni:
- Nº NGC: indica la designazione dell'oggetto nel Catalogo NGC;
- Altre designazioni: è indicato, se esiste, il nome proprio col quale viene identificato l'oggetto presso la comunità astronomica, oltre alle designazioni dello stesso secondo altri cataloghi (sono indicati solo i cataloghi più conosciuti); eventuali annotazioni sono presenti in questa colonna;
- Tipo: indica il tipo dell'oggetto in questione (galassia, ammasso aperto, etc.);
- Costellazione: indica entro i confini di quale costellazione l'oggetto è visibile;
- Ascensione retta (J2000): coordinata di ascensione retta all'equinozio vernale del 2000;
- Declinazione (J2000): coordinata di declinazione all'equinozio vernale del 2000;
- Magnitudine apparente: magnitudine dell'oggetto visto dalla Terra.

## 3000–3099
| Nº NGC | Altre designazioni                  | Tipo                       | Costellazione | Ascensione Retta (J2000) | Declinazione (J2000) | Mag. app. |
| ------ | ----------------------------------- | -------------------------- | ------------- | ------------------------ | -------------------- | --------- |
| 3000   |                                     | Stella doppia              | Orsa Maggiore | 09h 49m :                | +44° 08′ :           |           |
| 3003   | UGC 5251, MCG +06-22-013, PGC 28186 | Galassia a spirale barrata | Leone Minore  | 9h 48m 36s               | 33° 25′ 17″          | 11.9      |
| 3006   |                                     |                            |               |                          |                      |           |
| 3007   |                                     |                            |               |                          |                      |           |
| 3008   |                                     |                            |               |                          |                      |           |
| 3009   |                                     |                            |               |                          |                      |           |
| 3021   |                                     | Galassia spirale           | Leone Minore  | 09h 50m 57s              | 33° 33′ 15″          | 12.2      |
| 3030   |                                     | Galassia                   | Idra          | 09h 50m 10.5s            | -12° 13′ 35″         | 15.0      |
| 3031   | Galassia di Bode; Messier 81        | Galassia spirale           | Orsa Maggiore | 09h 55m 33.2s            | +69° 03′ 55″         | 8.1       |
| 3032   |                                     | Galassia lenticolare       | Leone         | 09h 52m 08.2s            | +29° 14′ 12″         | 13.0      |
| 3033   |                                     | Ammasso aperto             | Vele          | 09h 48m 30s              | -56° 26′ :           | 9.2       |
| 3034   | Galassia Sigaro; Messier 82         | Galassia irregolare        | Orsa Maggiore | 09h 55m 52.2s            | +69° 40′ 49″         | 9.2       |
| 3035   |                                     | Galassia spirale           | Sestante      | 09h 51m 54.0s            | -06° 49′ 15″         | 13.5      |
| 3049   |                                     | Galassia spirale           | Leone         | 09h 54m 49.8s            | +09° 16′ 17″         | 13.5      |
| 3054   |                                     | Galassia spirale           | Idra          | 09h 54m 28.9s            | -25° 42′ 07″         | 12.2      |
| 3077   |                                     | Galassia irregolare        | Orsa Maggiore | 10h 03m 20.0s            | +68° 44′ 02″         | 10.9      |
| 3079   |                                     | Galassia spirale           | Orsa Maggiore | 10h 01m 58.5s            | +55° 40′ 50″         | 11.2      |

## 3100–3199
| Nº NGC | Altre designazioni        | Tipo                 | Costellazione | Ascensione Retta (J2000) | Declinazione (J2000) | Mag. app. |
| ------ | ------------------------- | -------------------- | ------------- | ------------------------ | -------------------- | --------- |
| 3109   |                           | Galassia irregolare  | Idra          | 10h 03m 06.7s            | -26° 09′ 32″         | 12.0      |
| 3110   |                           | Galassia spirale     | Leone         | 10h 04m 01.9s            | -06° 28′ 29″         | 13.5      |
| 3115   | Galassia Fuso             | Galassia lenticolare | Sestante      | 10h 05m 13.8s            | -07° 43′ 08″         | 11.0      |
| 3122   | (Duplicato di NGC 3110)   | Galassia spirale     | Leone         | 10h 04m 01.9s            | -06° 28′ 29″         | 13.5      |
| 3132   | Nebulosa Anello del sud   | Nebulosa planetaria  | Vele          | 10h 07m 01.8s            | -40° 26′ 11″         | 10.1      |
| 3169   |                           | Galassia spirale     | Sestante      | 10h 14m 14.7s            | +03° 28′ 01″         | 10.3      |
| 3180   | (Appartenente a NGC 3184) | Nebulosa diffusa     | Orsa Maggiore | 10h 18m 17.0s            | +41° 25′ 26″         | 10.4      |
| 3181   | (Appartenente a NGC 3184) | Nebulosa diffusa     | Orsa Maggiore | 10h 18m 11.5s            | +41° 24′ 46″         |           |
| 3182   |                           | Galassia spirale     | Orsa Maggiore | 10h 19m 33.3s            | +58° 12′ 20″         | 13.0      |
| 3183   |                           | Galassia spirale     | Drago         | 10h 21m 48.9s            | +74° 10′ 40″         | 12.5      |
| 3184   |                           | Galassia spirale     | Orsa Maggiore | 10h 18m 17.0s            | +41° 25′ 26″         | 10.4      |
| 3185   |                           | Galassia spirale     | Leone         | 10h 17m 38.7s            | +21° 41′ 17″         | 12.9      |
| 3186   |                           | Galassia             | Leone         | 10h 17m 38.0s            | +06° 58′ 16″         | 15.0      |
| 3187   |                           | Galassia spirale     | Leone         | 10h 17m 47.9s            | +21° 52′ 24″         | 13.8      |
| 3188   |                           | Galassia spirale     | Orsa Maggiore | 10h 19m 42.8s            | +57° 25′ 25″         | 14.7      |
| 3189   | (Appartenente a NGC 3190) | Braccio di spirale   | Leone         | 10h 18m 05.6s            | +21° 49′ 52″         | 11.9      |
| 3190   |                           | Galassia spirale     | Leone         | 10h 18m 05.6s            | +21° 49′ 52″         | 11.9      |
| 3191   |                           | Galassia spirale     | Orsa Maggiore | 10h 19m 05.2s            | +46° 27′ 17″         | 13.9      |
| 3192   | (Duplicato di NGC 3191)   | Galassia spirale     | Orsa Maggiore | 10h 18m 58.4s            | +46° 27′ 16″         | 16.1      |
| 3193   |                           | Galassia ellittica   | Leone         | 10h 18m 25.0s            | +21° 53′ 37″         | 12.4      |
| 3194   |                           | Galassia spirale     | Drago         | 10h 17m 40.2s            | +74° 20′ 50″         | 13.9      |
| 3195   |                           | Nebulosa planetaria  | Camaleonte    | 10h 09m 20.9s            | -80° 51′ 31″         | 11.5      |
| 3196   |                           | Galassia             | Leone         | 10h 18m 49.0s            | +27° 40′ 08″         | 15.7      |
| 3197   |                           | Galassia spirale     | Drago         | 10h 14m 28.2s            | +77° 49′ 12″         | 14.5      |
| 3198   |                           | Galassia spirale     | Orsa Maggiore | 10h 19m 54.8s            | +45° 33′ 01″         | 10.7      |
| 3199   |                           | Nebulosa diffusa     | Carena        | 10h 16m 32.8s            | -57° 56′ 02″         |           |

## 3200–3299
| Nº NGC | Altre designazioni      | Tipo                 | Costellazione       | Ascensione Retta (J2000) | Declinazione (J2000) | Mag. app. |
| ------ | ----------------------- | -------------------- | ------------------- | ------------------------ | -------------------- | --------- |
| 3200   |                         | Galassia spirale     | Idra                | 10h 18m 36.4s            | -17° 58′ 57″         | 12.3      |
| 3201   |                         | Ammasso globulare    | Vele                | 10h 17m 36.8s            | -46° 24′ 40″         | 9.2       |
| 3218   | (Duplicato di NGC 3183) | Galassia spirale     | Drago               | 10h 21m 48.9s            | +74° 10′ 40″         | 12.5      |
| 3222   |                         |                      |                     |                          |                      |           |
| 3223   |                         |                      |                     |                          |                      |           |
| 3224   |                         |                      |                     |                          |                      |           |
| 3225   |                         |                      |                     |                          |                      |           |
| 3226   |                         | Galassia ellittica   | Leone               | 10h 23m 27.1s            | +19° 53′ 55″         | 13.3      |
| 3227   |                         | Galassia spirale     | Leone               | 10h 23m 30.6s            | +19° 51′ 54″         | 13.5      |
| 3242   | Fantasma di Giove       | Nebulosa planetaria  | Idra                | 10h 24m 46.1s            | -18° 38′ 33″         | 10.3      |
| 3244   |                         | Galassia spirale     | Macchina Pneumatica | 10h 25m 29.2s            | -39° 49′ 40″         | 12.3      |
| 3245   |                         | Galassia lenticolare | Leone Minore        | 10h 27m 18.5s            | +28° 30′ 25″         | 11.6      |
| 3265   |                         | Galassia ellittica   | Leone Minore        | 10h 31m 06.8s            | +28° 47′ 47″         | 14.1      |
| 3293   |                         | Ammasso aperto       | Carena              | 10h 35m 48.8s            | -58° 13′ 00″         | 4.8       |

## 3300–3399
| Nº NGC | Altre designazioni                           | Tipo                                                      | Costellazione | Ascensione Retta (J2000) | Declinazione (J2000) | Mag. app. |
| ------ | -------------------------------------------- | --------------------------------------------------------- | ------------- | ------------------------ | -------------------- | --------- |
| 3310   |                                              | Galassia a spirale intermedia                             | Orsa Maggiore | 10h 38m 45.9s            | +53° 30′ 12″         | 11.0      |
| 3311   |                                              | Galassia ellittica                                        | Idra          | 10h 36m 43.3s            | -27° 31′ 41″         | 13.0      |
| 3312   |                                              | Galassia spirale                                          | Idra          | 10h 37m 02.3s            | -27° 33′ 54″         | 12.7      |
| 3314   |                                              | Galassia spirale sovrapposta ad un'altra galassia spirale | Idra          | 10h 37m 12.8s            | -27° 41′ 04″         | 13.1      |
| 3344   |                                              | Galassia spirale                                          | Leone Minore  | 10h 43m 31.1s            | +24° 55′ 20″         | 10.5      |
| 3351   | Messier 95                                   | Galassia spirale barrata                                  | Leone         | 10h 43m 57.7s            | +11° 42′ 13″         | 11.2      |
| 3359   |                                              | Galassia spirale                                          | Orsa Maggiore | 10h 46m 36.6s            | +63° 13′ 25″         | 11.0      |
| 3368   | Messier 96                                   | Galassia a spirale intermedia                             | Leone         | 10h 46m 45.8s            | +11° 49′ 10″         | 10.0      |
| 3369   |                                              | Galassia lenticolare                                      | Idra          | 10h 46m 44.9s            | -25° 14′ 34″         | 14.6      |
| 3370   |                                              | Galassia spirale                                          | Leone         | 10h 47m 04.2s            | +17° 16′ 23″         | 12.4      |
| 3371   | (Duplicato di NGC 3384)                      | Galassia lenticolare                                      | Leone         | 10h 48m 16.9s            | +12° 37′ 43″         | 10.0      |
| 3372   | Nebulosa di η Carinae; Nebulosa della Carena | Nebulosa diffusa                                          | Carena        | 10h 44m 19.0s            | -59° 53′ 21″         | 3.0       |
| 3379   | Messier 105                                  | Galassia ellittica                                        | Leone         | 10h 47m 49.8s            | +12° 34′ 55″         | 9.6       |
| 3384   |                                              | Galassia lenticolare                                      | Leone         | 10h 48m 16.9s            | +12° 37′ 43″         | 10.0      |

## 3400–3499
| Nº NGC | Altre designazioni | Tipo             | Costellazione | Ascensione Retta (J2000) | Declinazione (J2000) | Mag. app. |
| ------ | ------------------ | ---------------- | ------------- | ------------------------ | -------------------- | --------- |
| 3486   |                    | Galassia spirale | Leone Minore  | 11h 00m 24.1s            | +28° 58′ 32″         | 11.2      |

## 3500–3599
| Nº NGC | Altre designazioni                           | Tipo                          | Costellazione | Ascensione Retta (J2000) | Declinazione (J2000) | Mag. app. |
| ------ | -------------------------------------------- | ----------------------------- | ------------- | ------------------------ | -------------------- | --------- |
| 3503   | vdBH 46, OCL 833, ESO 128-EN28, AM 1059-593  | nebulosa a emissione          | Carena        | 11h 1m 17.2s             | -59° 50′ 50″         |           |
| 3518   | (Duplicato di NGC 3110)                      | Galassia spirale              | Leone         | 10h 04m 01.9s            | -06° 28′ 29″         | 13.5      |
| 3521   |                                              | Galassia a spirale intermedia | Leone         | 11h 05m 48.9s            | -00° 02′ 06″         | 10.1      |
| 3532   | Ammasso Pozzo dei Desideri                   | Ammasso aperto                | Carena        | 11h 05m 33s              | -58° 44′ :           | 3.3       |
| 3539   |                                              | Galassia lenticolare          | Orsa Maggiore | 11h 09m 08.8s            | +28° 40′ 21″         |           |
| 3550   |                                              | Galassia lenticolare          | Orsa Maggiore | 11h 10m 38.3s            | +28° 46′ 04″         | 13.2      |
| 3552   |                                              | Galassia lenticolare          | Orsa Maggiore | 11h 10m 42.8s            | +28° 41′ 25″         |           |
| 3553   |                                              | Galassia lenticolare          | Orsa Maggiore | 11h 10m 40.3s            | +28° 51′ 09″         |           |
| 3554   |                                              | Galassia ellittica            | Orsa Maggiore | 11h 10m 47.8s            | +28° 39′ 38″         |           |
| 3556   | Messier 108                                  | Galassia spirale              | Orsa Maggiore | 11h 11m 31.3s            | +55° 40′ 31″         | 10.7      |
| 3576   |                                              | Nebulosa diffusa              | Carena        | 11h 11m 49.8s            | -61° 18′ 14″         | 9.1       |
| 3583   | UGC 6263, PGC 34232, MCG +08-21-008          | Galassia a spirale barrata    | Orsa Maggiore | 11h 14m 10.9s            | +48° 19′ 06″         | 11,2      |
| 3587   | Nebulosa Gufo / Nebulosa Civetta; Messier 97 | Nebulosa planetaria           | Orsa Maggiore | 11h 14m 47.7s            | +55° 01′ 09″         | 9.9       |
| 3593   |                                              | Galassia spirale              | Leone         | 11h 14m 37.1s            | +12° 49′ 03″         | 11.8      |
| 3596   |                                              | Galassia spirale              | Leone         | 11h 15m 06.3s            | +14° 47′ 12″         | 11.7      |

## 3600–3699
| Nº NGC | Altre designazioni | Tipo                          | Costellazione | Ascensione Retta (J2000) | Declinazione (J2000) | Mag. app. |
| ------ | ------------------ | ----------------------------- | ------------- | ------------------------ | -------------------- | --------- |
| 3603   |                    | Nebulosa diffusa              | Carena        | 11h 15m 09.1s            | -61° 16′ 17″         | 10.1      |
| 3621   |                    | Galassia spirale barrata      | Idra          | 11h 18m 16.8s            | -32° 48′ 49″         | 10.0      |
| 3623   | Messier 65         | Galassia a spirale intermedia | Leone         | 11h 18m 55.8s            | +13° 05′ 32″         | 9.6       |
| 3627   | Messier 66         | Galassia a spirale intermedia | Leone         | 11h 20m 15.1s            | +12° 59′ 22″         | 8.9       |
| 3628   | UGC 6350           | Galassia spirale              | Leone         | 11h 20m 16.9s            | +13° 35′ 14″         | 11.5      |
| 3629   |                    | Galassia spirale              | Leone         | 11h 20m 31.9s            | +26° 57′ 47″         | 12.9      |
| 3690   |                    | Galassie interagenti          | Orsa Maggiore | 11h 28m 33.1s            | +58° 33′ 54″         | 11.8      |

## 3700–3799
| Nº NGC | Altre designazioni        | Tipo                     | Costellazione | Ascensione Retta (J2000) | Declinazione (J2000) | Mag. app. |
| ------ | ------------------------- | ------------------------ | ------------- | ------------------------ | -------------------- | --------- |
| 3758   | Markarian 739; PGC 35.905 | Galassia                 | Leone         | 11h 36m 29s              | +21° 35′ 46″         | 14.3      |
| 3766   |                           | Ammasso aperto           | Centauro      | 11h 36m 13.3s            | -61° 36′ 55″         | 5.7       |
| 3773   |                           | Galassia lenticolare     | Leone         | 11h 38m 13.1s            | +12° 06′ 43″         | 13.1      |
| 3783   |                           | Galassia spirale barrata | Centauro      | 11h 39m 01.721s          | –37° 44′ 18.60″      |           |

## 3800–3899
| Nº NGC | Altre designazioni           | Tipo                 | Costellazione | Ascensione Retta (J2000) | Declinazione (J2000) | Mag. app. |
| ------ | ---------------------------- | -------------------- | ------------- | ------------------------ | -------------------- | --------- |
| 3808   | Arp 87; UGC 6643; PGC 36.227 | Galassie interagenti | Leone         | 11h 40m 44.2s            | +22° 25′ 46″         | 13.4      |
| 3842   |                              | Galassia ellittica   | Leone         | 11h 44m 02.1s            | +19° 56′ 59″         | 12.5      |
| 3877   |                              | Galassia spirale     | Orsa Maggiore | 11h 46m 07.8s            | +47° 29′ 41″         | 11.8      |

## 3900–3999
| Nº NGC | Altre designazioni | Tipo                          | Costellazione | Ascensione Retta (J2000) | Declinazione (J2000) | Mag. app. |
| ------ | ------------------ | ----------------------------- | ------------- | ------------------------ | -------------------- | --------- |
| 3918   | Planetaria Blu     | Nebulosa planetaria           | Centauro      | 11h 50m 17.7s            | -57° 10′ 57″         | 10.0      |
| 3938   |                    | Galassia spirale              | Orsa Maggiore | 11h 52m 49.5s            | +44° 07′ 13″         | 11.0      |
| 3949   |                    | Galassia spirale              | Orsa Maggiore | 11h 53m 41.9s            | +47° 51′ 29″         | 10.9      |
| 3953   |                    | Galassia spirale barrata      | Orsa Maggiore | 11h 53m 49.1s            | +52° 19′ 37″         | 10.8      |
| 3982   |                    | Galassia a spirale intermedia | Orsa Maggiore | 11h 56m 28.3s            | +55° 07′ 29″         | 11.6      |
| 3992   | Messier 109        | Galassia spirale barrata      | Orsa Maggiore | 11h 57m 35.9s            | +53° 22′ 35″         | 10.7      |
| 3999   |                    | Galassia lenticolare          | Leone         | 11h 57m 56.5s            | +25° 04′ 05″         | 15.7      |